# 布達佩斯雕塑公園
布達佩斯雕塑公園（匈牙利語：Memento Park）是位於匈牙利首都布達佩斯的一座公園。布達佩斯雕塑公園專門收藏匈牙利人民共和國時期的雕塑。共產主義政權崩潰之後，匈牙利大多數共產主義雕塑都被拆除。拆除的雕塑不少被收集到這裡。雕塑公園開業於1993年6月29日。

## 歷史
1989年匈牙利共產黨政權垮台後，許多共產黨雕像和紀念碑被立即拆除，但是否要將這些雕像徹底抹去仍引發爭議。最後折衷之下收集於此，以展示和還原過去的歷史，這些構成了公園目前收藏雕像的基礎。
1993年6月29日，即蘇聯軍隊撤離匈牙利領土兩週年之際，公園慶祝作為公共室外博物館的盛大開幕。
2006年，在雕像公園內建造了真人大小的布達佩斯斯大林紀念碑，並在基座頂部放了破損的青銅鞋。這不是原件的準確副本，而只是ÁkosEleőd的藝術娛樂。

## 另見
- 格魯塔斯公園，位於立陶宛的類似公園[3]
- 慈湖紀念雕塑公園，存放大量蔣介石雕像
- 紀念公園：馬克·薩瓦斯( Mark Sarvas) 的小說

## 外部連結
- Memento Park honlapja （页面存档备份，存于）
- Memento Park a YouTube-on （页面存档备份，存于）
- Memento Park a Facebook-on[]
- Varga József fotói
- Boros Géza: Budapesti emlékmű-metamorfózisok 1989–2000 （页面存档备份，存于）
- Légifotók a Szoborparkról （页面存档备份，存于）
- Szoborpark.lap.hu （页面存档备份，存于） – Linkgyűjtemény